# Красногородка
Красногородка (укр. Красногородка) — село в Медвинской сельской общине Белоцерковского района Киевской области Украины.
Население по переписи 2001 года составляло 129 человек. Почтовый индекс — 09732. Телефонный код — 4561. Занимает площадь 0,4 км². Код КОАТУУ — 3220685805.

## История
В XIX веке село Красногородка было в составе Медвинской волости  Каневского уезда Киевской губернии. В селе была Покровская церковь.
Священнослужители Покровской церкви:
- 1802 - священник Андрей Яковлевич Кулматицкий
- 1819 - священник Иосиф Иванович Шмигильский
- 1819 - дьячок Георгий Иванович Баккалинский
- 1819 - пономарь Влас Турянский[1]